# 仁天科技
仁天科技控股有限公司，簡稱仁天科技控股，以及仁天科技（英語：Rentian Technology Holdings Limited，港交所除牌前：0885），在1980年，由當時名譽主席楊崑山和劉振偉，於台灣成立「福方集團股份有限公司」。
該公司前身為「福方國際控股有限公司」和「福方集團有限公司」。股份則曾在2001年7月12日於港交所主板上市。
首席執行官為楊曉櫻。當時業務是在香港、澳門、台灣和中國銷售和代理斯堪尼亚汽车貨車及巴士產品，但在2008年終止後，現時業務為物聯網和工業一站式解決方案業務，提供物聯網各項領域， 包括資訊流、物流和資金流的整體發展。
2004年，當時主席楊健男和其父親，由於牽涉錢債管司，故此被商業罪案調查科調查，經調查後，發現資金處理不當，其後在2007年於台灣地檢署遭起訴。
2007年4月26日，已故羅明珠（別名羅愛過）和楊明光（華利資源控股有限公司（開源控股有限公司前身）前首席執行官），被鄺啟成（前董事）羅致並用，而委任該公司及其旗下企業董事，直至在2015年4月21日，由於羅明珠透露專注個人事務，於股東大會通過後，於2015年6月29日退任。
2013年初，該公司把聯營公司伽瑪物流集團（大豐港和順科技股份有限公司前身）分拆於2013年8月22日於港交所創業板上市
2015年10月28日，內地商人景百孚入主，以282,440,000港元收購該公司股份，成為主要大股東。
直至2022年5月13日，該公司被港交所引用第6.10A(1)條，去取消上市地位，而最後交易日期為2022年5月27日，同年5月30日予以撤銷。

## 外部連結
- rentiantech.com （页面存档备份，存于）